# Chthonius catalonicus
Chthonius catalonicus är en spindeldjursart som beskrevs av Beier 1939. Chthonius catalonicus ingår i släktet Chthonius och familjen käkklokrypare. Inga underarter finns listade i Catalogue of Life.